# Edmund Blunden

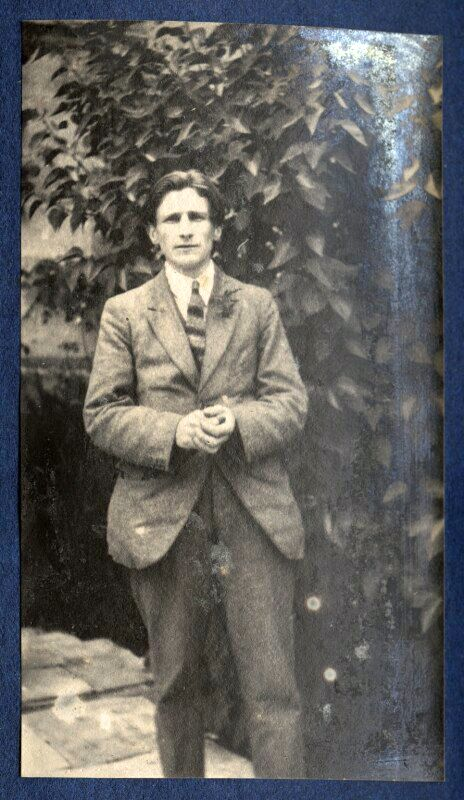
Edmund Blunden (1923)

Edmund Charles Blunden (Londra, 1º novembre 1896 – Long Melford, 20 gennaio 1974) è stato uno scrittore, poeta e critico letterario britannico.

## Biografia
Nato a Londra, Edmund Blunden era il maggiore dei nove figli di Charles Edmund Blunden e della moglie Georgina Margaret Tyler. Dopo la laurea al Queen's College dell'Università di Oxford, nel settembre 1915 Blunden fu arruolato nell'esercito britannico e combatté sul fronte occidentale. Durante la grande guerra Blunden prese parte ad alcune delle più importanti e sanguinose battaglie del conflitto mondiale, tra cui Ypres, Somme e la battaglia di Passchendaele. Nel gennaio 1917 gli fu conferita la croce militare. Dopo la guerra tornò ad Oxford per studiare letteratura insieme a Robert Graves ma, annoiato dalla vita universitaria, Blunden lasciò l'ateneo per dedicarsi all'attività letteraria.
Nel 1920 pubblicò una raccolta di poesie scritte durante la guerra (The Waggoner), per poi curare un'edizione critica delle poesie di John Clare. Nel 1922 vinse il Hawthornden Prize per la sua raccolta di poesie The Shepherd. Dato che la sua attività letteraria non era molto ben retribuita, Blunden accettò la cattedra di letteratura inglese all'Università di Tokyo nel 1924. Nel 1931 tornò ad Oxford in veste di docente universitario come tutor al Merton College. Durante i suoi anni oxfordiani Blunden pubblicò diverse collezioni di poesia e curò edizioni critiche degli scritti di Charles Lamb, Edward Gibbon, Leigh Hunt, John Taylor, Thomas Hardy e Percy Bysshe Shelley. Nel 1944 lasciò l'attività universitaria per dedicarsi alla scrittura a tempo pieno, mentre dal 1953 coprì la cattedra di letteratura inglese all'Università di Hong Kong. Nel 1964 tornò a Suffolk, mentre nel 1966 rimpiazzò Rupert Graves come professore di poesia a Oxford. Andò in pensione due anni dopo e morì nel 1974, stroncato da un infarto all'età di 77 anni. Insieme agli altri "war poets" britannici, Gurney viene commemorato da una lapide nel poets' corner dell'Abbazia di Westminster.

### Vita privata
Edmund Blunden fu sposato tre volte. Dal primo matrimonio con Mary Daines, durato dal 1918 al divorzio nel 1933, Blunden ebbe tre figli, dei quali uno morì durante l'infanzia. Nel 1933 si risposò con Sylva Norman, ma il matrimonio fu annullato nel 1945. Nel 1945 si risposò con Claire Margaret Poynting, con la quale ebbe quattro figlie.